# Choroby psychosomatyczne
Choroby psychosomatyczne – określenie na choroby somatyczne (fizyczne), w powstaniu których biorą istotny udział czynniki psychologiczne (głównie emocjonalne).
Określenie psychosomatyczny wprowadził niemiecki psychiatra – Heinroth w 1818 roku.
Emocje przyczyniające się do powstania chorób psychosomatycznych to: sytuacje konfliktowe, frustracje czy gniew, zwłaszcza jeśli są tłumione i przeżywane wielokrotnie.
Amerykański psychiatra i psychoanalityk Franz Alexander twierdził, że problemy fizyczne są następstwem zdarzeń wywołujących emocje. Uważa się go za jednego ze współtwórców medycyny psychosomatycznej. Uważał on, że teoretycznie każda choroba jest psychosomatyczna, przy czym zaznaczał, że każda z chorób psychosomatycznych może mieć inne czynniki przyczynowe je wyzwalające.
Do typowych chorób psychosomatycznych zalicza się:
- astma oskrzelowa
- choroba niedokrwienna serca
- choroba wrzodowa żołądka i dwunastnicy
- cukrzyca
- nadciśnienie tętnicze
- nadczynność tarczycy
- niektóre choroby skóry
- niektóre postacie otyłości
- zapalenie jelita grubego